# Nimbus (Nijmegen)
Nimbus is een woontoren aan de Spoorstraat in het stadscentrum van Nijmegen. De toren telt 23 verdiepingen . Met een hoogte van 76 meter is het ook de hoogste woontoren van Nijmegen.
De eigenaar en opdrachtgever is de woningcorporatie Talis die enkel tijdelijke contracten van vijf jaar aanbiedt voor 76 appartementen voor jongeren tot 27 jaar. Daarnaast zijn er 20 appartementen met een contract voor twee jaar voor spoedgevallen en zijn er 20 zorgwoningen.

## Geschiedenis
Op de locatie stond voorheen het gebouw van het Gewestelijk Arbeidsbureau Nijmegen (GBA) dat in 1968 opende. Talis kocht het leegstaande pand in 2004 aan en liet het een jaar later  slopen. Het terrein bleef vervolgens tien jaar braak liggen; diverse plannen voor hoogbouw werden afgewezen omdat dat de radar van vliegbasis Volkel zou hinderen. Anno 2012 bleek de radartechniek dusdanig verbeterd dat deze hier geen last meer van zou hebben. De bouw van Nimbus ging in 2014 van start.
De toren is sinds half maart 2016 bewoond en werd op 1 april 2016 ook officieel in gebruik genomen. Per september 2020 vervielen de leeftijdseis en de maximale woonduur voor de onderste vijf verdiepingen.

## Externe link

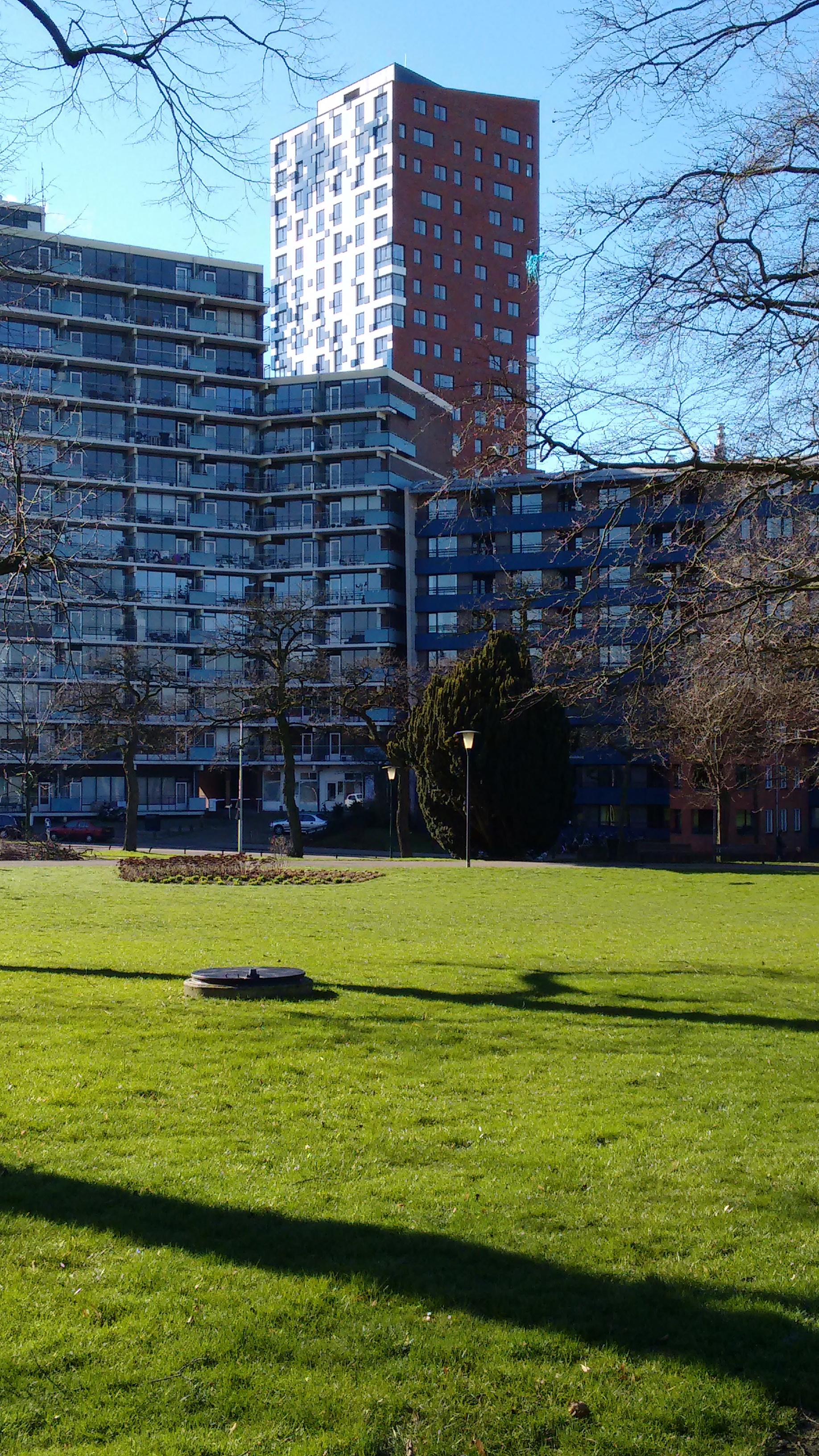
De Nimbus torent vanaf het Kronenburgerpark uit boven hoogbouw aan de Kronenburgersingel.
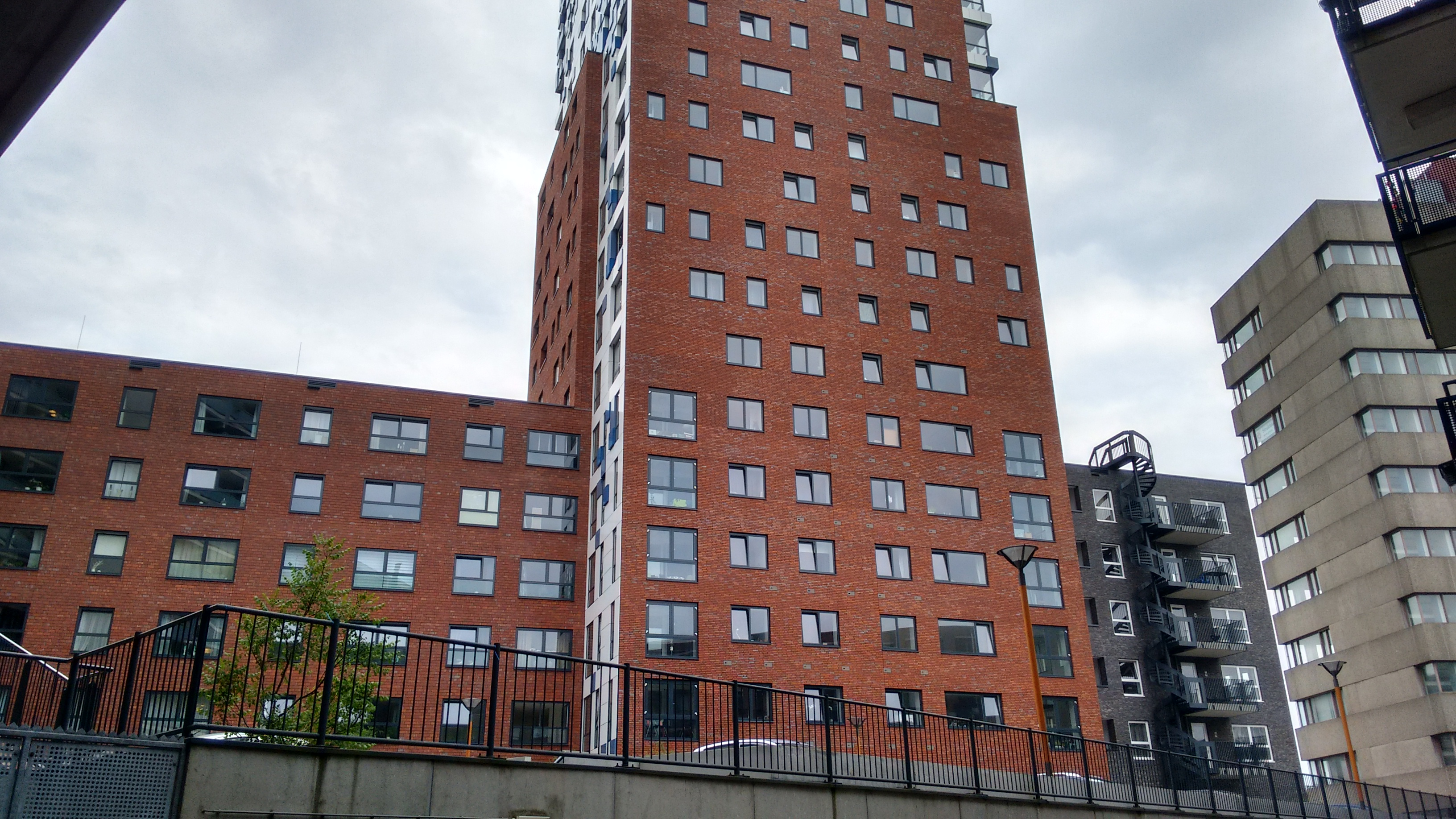
Achterzijde Nimbus
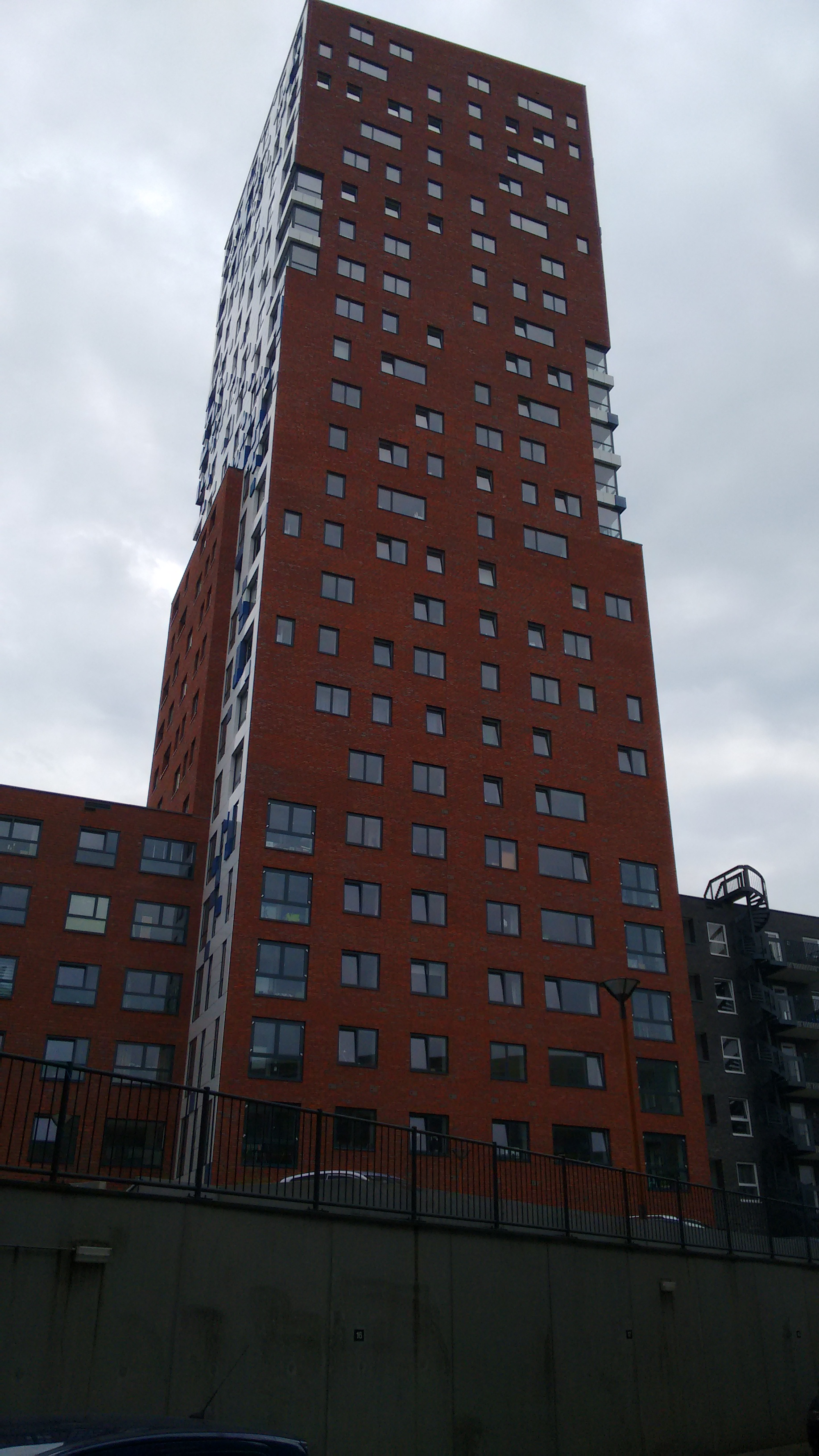
Achterzijden toren Nimbus
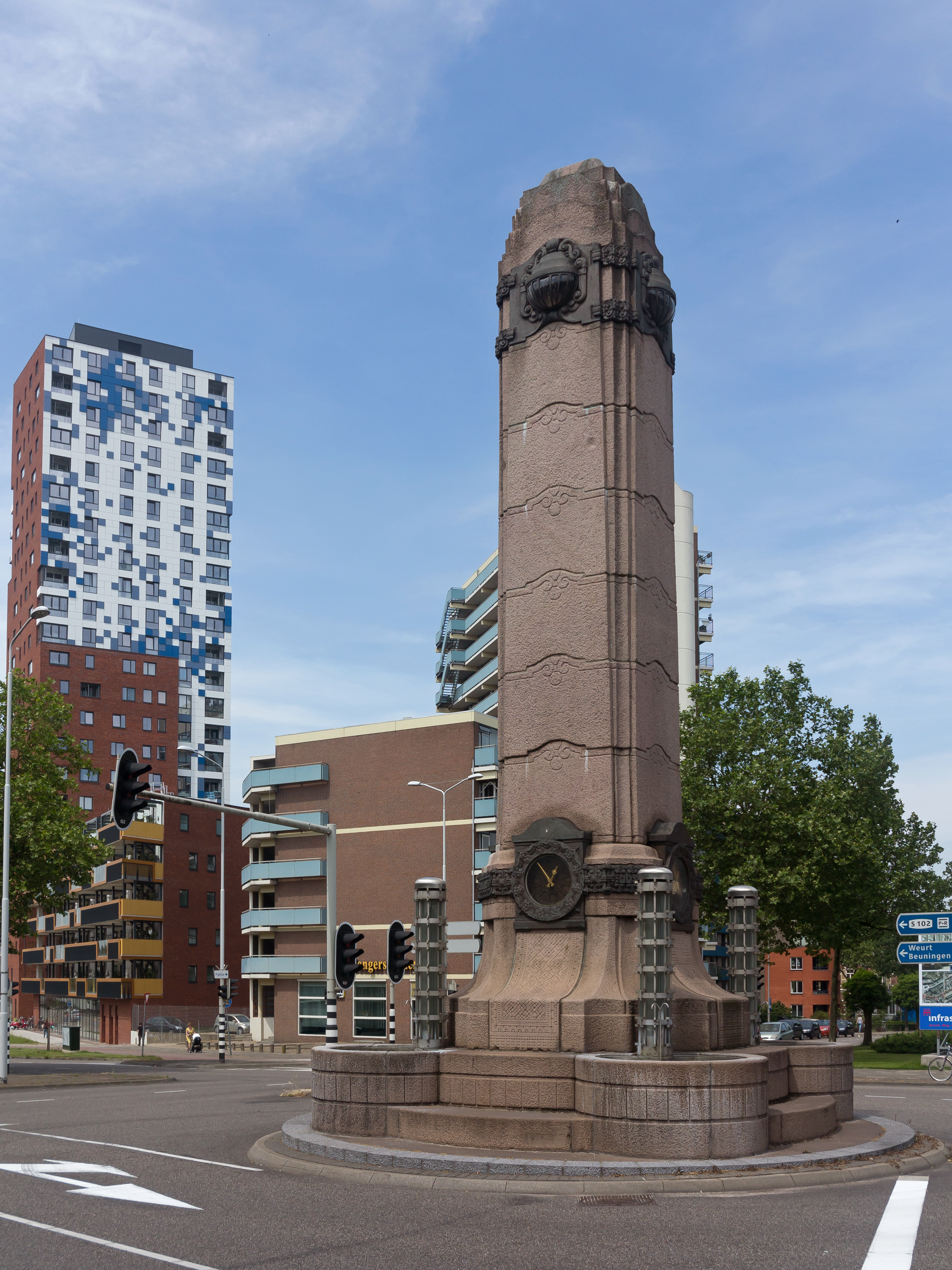
Nimbus achter het Quackmonument